# Langenleuba-Niederhain
Langenleuba-Niederhain – miejscowość i gmina w Niemczech, w kraju związkowym Turyngia, w powiecie Altenburger Land. Do 5 lipca 2018 siedziba wspólnoty administracyjnej Wieratal. Niektóre zadania administracyjne gminy realizowane są przez gminę Nobitz, która pełni rolę „gminy realizującej” (niem. erfüllende Gemeinde).